# Petrakovo Brdo
Petrakovo Brdo es una localidad de Croacia en el ejido de la ciudad de Duga Resa, condado de Karlovac.

## Geografía
Se encuentra a una altitud de 194 m s. n. m. a 61,9 km de la capital nacional, Zagreb.

## Demografía
En el censo 2011, el total de población de la localidad fue de 120 habitantes.
| Gráfica de población de Petrakovo Brdo 1857-2011                    |
|                                                                     |
| Según los censos de población de la oficina estadística de Croacia. |